# NGC 7333
NGC 7333 é uma estrela na direção da constelação de Pegasus. O objeto foi descoberto pelo astrônomo Herman Schultz em 1865, usando um telescópio refrator com abertura de 9,5 polegadas.